# Lubécourt
Lubécourt é uma comuna francesa na região administrativa de Grande Leste, no departamento de Mosela. Estende-se por uma área de 3,45 km². Em 2010 a comuna tinha 74 habitantes (densidade: 21,4 hab./km²).